# Hilaira proletaria
Hilaira proletaria är en spindelart som först beskrevs av Ludwig Carl Christian Koch 1879.  Hilaira proletaria ingår i släktet Hilaira och familjen täckvävarspindlar. Inga underarter finns listade i Catalogue of Life.